# Reinhard Zöllner
Reinhard Zöllner (* 22. Juli 1961 in Bloemfontein, Südafrika) ist ein deutscher Historiker und Japanologe.

## Leben
Zöllner studierte Geschichtswissenschaft und Latein in Kiel sowie Japanologie in Hamburg und an der Sophia-Universität in Tokio/Japan. Er war Stipendiat der Studienstiftung des deutschen Volkes. Im Jahr 1992 promovierte er in Kiel bei Hermann Kulke und Werner Paravicini. 1997 wurde Zöllner in Trier im Fach Japanologie habilitiert. Im selben Jahr wurde er Professor für Sozial- und Wirtschaftsgeschichte des Modernen Japan an der Universität Halle-Wittenberg. Von 1999 bis 2008 war er der Inhaber des einzigen deutschen Lehrstuhls für die Geschichte Ostasiens an der Universität Erfurt. Von 2003 bis 2004 war Zöllner Gastprofessor an der University of Michigan (USA). Einen Ruf an die Universität Zürich lehnte er ab. Seit April 2008 ist er Professor für Japanologie an der Universität Bonn.
Sein Hauptarbeitsgebiet ist die Geschichte des frühmodernen und modernen Japan sowie die Geschichte Ostasiens. Dabei erforscht er besonders die Entwicklung moderner Wahrnehmungen der Welt, Mentalitäten und Lebensformen vor dem Hintergrund der kulturellen und religiösen Traditionen Japans. Für ihn steht die aktive Mitwirkung der Japaner an der Gestaltung der Moderne, insbesondere ihre führende Rolle bei der Konstruktion der modernen Weltregion Ostasien, im Vordergrund.
Zöllner gibt die Erfurter Reihe zur Geschichte Ostasiens heraus.
Zöllner ist seit 2021 Mitglied der Fünften Landessynode der Evangelischen Kirche Berlin-Brandenburg-schlesische Oberlausitz als Synodaler des Kirchenkreises Spandau.
Auf seiner Website schreibt Zöllner Einträge zu aktuellen politischen Themen, die Japan betreffen.

## Schriften (Auswahl)
- Die Ludowinger und die Takeda. Feudale Herrschaft in Thüringen und Kai no kuni. Verlag Dieter Born, 1995.
- Japanische Zeitrechnung. Ein Handbuch. Iudicium 2003, ISBN 3-89129-783-1.
- Japans Karneval der Krise: Ejanaika und die Meiji-Renovation. Iudicium 2003, ISBN 3-89129-784-X.
- Einführung in die Geschichte Ostasiens. Iudicium, Neuausgabe 2007, ISBN 978-3-89129-788-9.
- Higashi Ajia no rekishi, sono kōchiku (jap. 東アジアの歴史 その構築) (Geschichte und Konstruktion Ostasiens), Tokio 2009, ISBN 978-4-7503-2987-1.
- Japan. Fukushima. Und wir. Zelebranten einer nuklearen Erdbebenkatastrophe Iudicium Verlag, München 2011, ISBN 978-3-86205-311-7.
- Geschichte Japans. Von 1800 bis zur Gegenwart. 3. durchgesehene Auflage. Schöningh, Paderborn 2013, ISBN 978-3-8252-3934-3.
- Geschichte der japanisch-koreanischen Beziehungen: Von den Anfängen bis zur Gegenwart. Iudicium Verlag, München 2017, ISBN 978-3-86205-216-5.
- Wahrheitseffekte und Widerstreit: Die »Trostfrauen« und ihre Denkmäler. Iudicium Verlag, München 2021, ISBN 978-3-8620-52219.